# Ersetzungsnomenklatur
Die Ersetzungsnomenklatur, auch als „a“-Nomenklatur oder Austauschnomenklatur bezeichnet (engl. replacement nomenclature), ist eine Methode zur systematischen Bezeichnung von heterocyclischen Verbindungen. Dabei geht man von dem Namen des zugrundeliegenden Kohlenwasserstoffs aus und ergänzt diesen durch vorangestellte „a“-Terme der im Molekül vorhandenen Heteroatome. Gemäß einer Empfehlung der IUPAC wird die Ersetzungsnomenklatur für Heteromonocyclen mit einer Ringgröße >10, sowie für einfache verbrückte Heterocyclen und einfache Spiroheterocyclen angewendet. Kleinere und kondensierte Heterocyclen werden nach den Hantzsch-Widman-System benannt.

## „a“-Terme für Heteroatome
Die als Präfixe verwendeten „a“-Terme ergeben sich aus den möglichen Heteroatomen, die gemäß ihrer Stellung im Periodensystem priorisiert werden. Die Priorität eines Elements nimmt mit zunehmender Nummer der Gruppe im Periodensystem zu. Innerhalb einer Gruppe haben die Elemente mit der kleineren Ordnungszahl die höhere Priorität.
| „a“-Terme für Heteroatome in abfallender Priorität | „a“-Terme für Heteroatome in abfallender Priorität | „a“-Terme für Heteroatome in abfallender Priorität | „a“-Terme für Heteroatome in abfallender Priorität | „a“-Terme für Heteroatome in abfallender Priorität | „a“-Terme für Heteroatome in abfallender Priorität | „a“-Terme für Heteroatome in abfallender Priorität | „a“-Terme für Heteroatome in abfallender Priorität |
| Element                                            | Element                                            | Symbol                                             | „a“-Term                                           | Element                                            | Element                                            | Symbol                                             | „a“-Term                                           |
| -------------------------------------------------- | -------------------------------------------------- | -------------------------------------------------- | -------------------------------------------------- | -------------------------------------------------- | -------------------------------------------------- | -------------------------------------------------- | -------------------------------------------------- |
| 1                                                  | Iod                                                | I                                                  | Ioda                                               | 10                                                 | Bismut                                             | Bi                                                 | Bisma                                              |
| 2                                                  | Sauerstoff                                         | O                                                  | Oxa                                                | 11                                                 | Silicium                                           | Si                                                 | Sila                                               |
| 3                                                  | Schwefel                                           | S                                                  | Thia                                               | 12                                                 | Germanium                                          | Ge                                                 | Germa                                              |
| 4                                                  | Selen                                              | Se                                                 | Selena                                             | 13                                                 | Zinn                                               | Sn                                                 | Stanna                                             |
| 5                                                  | Tellur                                             | Te                                                 | Tellura                                            | 14                                                 | Blei                                               | Pb                                                 | Plumba                                             |
| 6                                                  | Stickstoff                                         | N                                                  | Aza                                                | 15                                                 | Bor                                                | B                                                  | Bora                                               |
| 7                                                  | Phosphor                                           | P                                                  | Phospha                                            | 16                                                 | Aluminium                                          | Al                                                 | Alumina                                            |
| 8                                                  | Arsen                                              | As                                                 | Arsa                                               | 17                                                 | Zink                                               | Zn                                                 | Zinca                                              |
| 9                                                  | Antimon                                            | Sb                                                 | Stiba                                              | 18                                                 | Quecksilber                                        | Hg                                                 | Mercura                                            |

Liegt das Heteroatom als Kation vor, so wird der letzte Buchstabe „a“ des „a“-Terms durch die Endung „onia“ ersetzt (Beispiel: Stickstoff: Aza, Stickstoffkation: Azonia). Liegt das Heteroatom als Anion vor, so wird der letzte Buchstabe „a“ des „a“-Terms durch die Endung „ato“ ersetzt (Beispiel: Bor: Bora, Boranion: Borato).
Enthält der Heterocyclus mehrere Heteroatome, so wird das Heteroatom mit der höheren Priorität zuerst genannt und erhält die niedrigst mögliche Ziffer. Ist ein Heteroatom mehrfach im Molekül vorhanden, so wird der entsprechende numerische Präfix (Di-, Tri- etc.) vor den „a“-Term gestellt.

## Beispiele

1-Oxa-3-thiacyclopentan (Hantzsch-Widman: 1,3-Oxathiolan)
1,6-Dioxa-4-aza-9-azonia-5-borato-spiro[4.4]nonan
7-Oxa-1,5-diaza-8-mercura-bicyclo[4.2.0]octan